# Erzgebirgskreis
De Erzgebirgskreis is een Landkreis in de deelstaat Saksen. Het ontstond tijdens de herindeling van Saksen in 2008 uit de voormalige Landkreise Annaberg, Aue-Schwarzenberg, Stollberg en Mittlerer Erzgebirgskreis.
De Landkreis telt 331.917 inwoners (31 december 2020) op een oppervlakte van 1.828,35 km². De hoofdplaats is Annaberg-Buchholz.

## Steden en gemeenten

### Steden
1. Annaberg-Buchholz,
2. Aue-Bad Schlema,
3. Ehrenfriedersdorf
4. Eibenstock
5. Elterlein
6. Geyer
7. Grünhain-Beierfeld
8. Johanngeorgenstadt
9. Jöhstadt
10. Lauter-Bernsbach
11. Lößnitz
12. Lugau/Erzgeb.
13. Marienberg,
14. Oberwiesenthal, Kurort
15. Oelsnitz/Erzgeb.
16. Olbernhau
17. Pockau-Lengefeld
18. Scheibenberg
19. Schlettau
20. Schneeberg
21. Schwarzenberg/Erzgeb.,
22. Stollberg/Erzgeb.,
23. Thalheim/Erzgeb.
24. Thum
25. Wolkenstein
26. Zschopau,
27. Zwönitz

### Gemeenten
1. Amtsberg
2. Auerbach
3. Bärenstein
4. Bockau
5. Börnichen/Erzgeb.
6. Breitenbrunn/Erzgeb.
7. Burkhardtsdorf
8. Crottendorf
9. Deutschneudorf
10. Drebach
11. Gelenau/Erzgeb.
12. Gornau/Erzgeb.
13. Gornsdorf
14. Großolbersdorf
15. Großrückerswalde
16. Grünhainichen
17. Heidersdorf
18. Hohndorf
19. Jahnsdorf/Erzgeb.
20. Königswalde
21. Mildenau
22. Neukirchen/Erzgeb.
23. Niederdorf
24. Niederwürschnitz
25. Raschau-Markersbach
26. Schönheide
27. Sehmatal
28. Seiffen/Erzgeb.,
29. Stützengrün
30. Tannenberg
31. Thermalbad Wiesenbad
32. Zschorlau

## Galerij

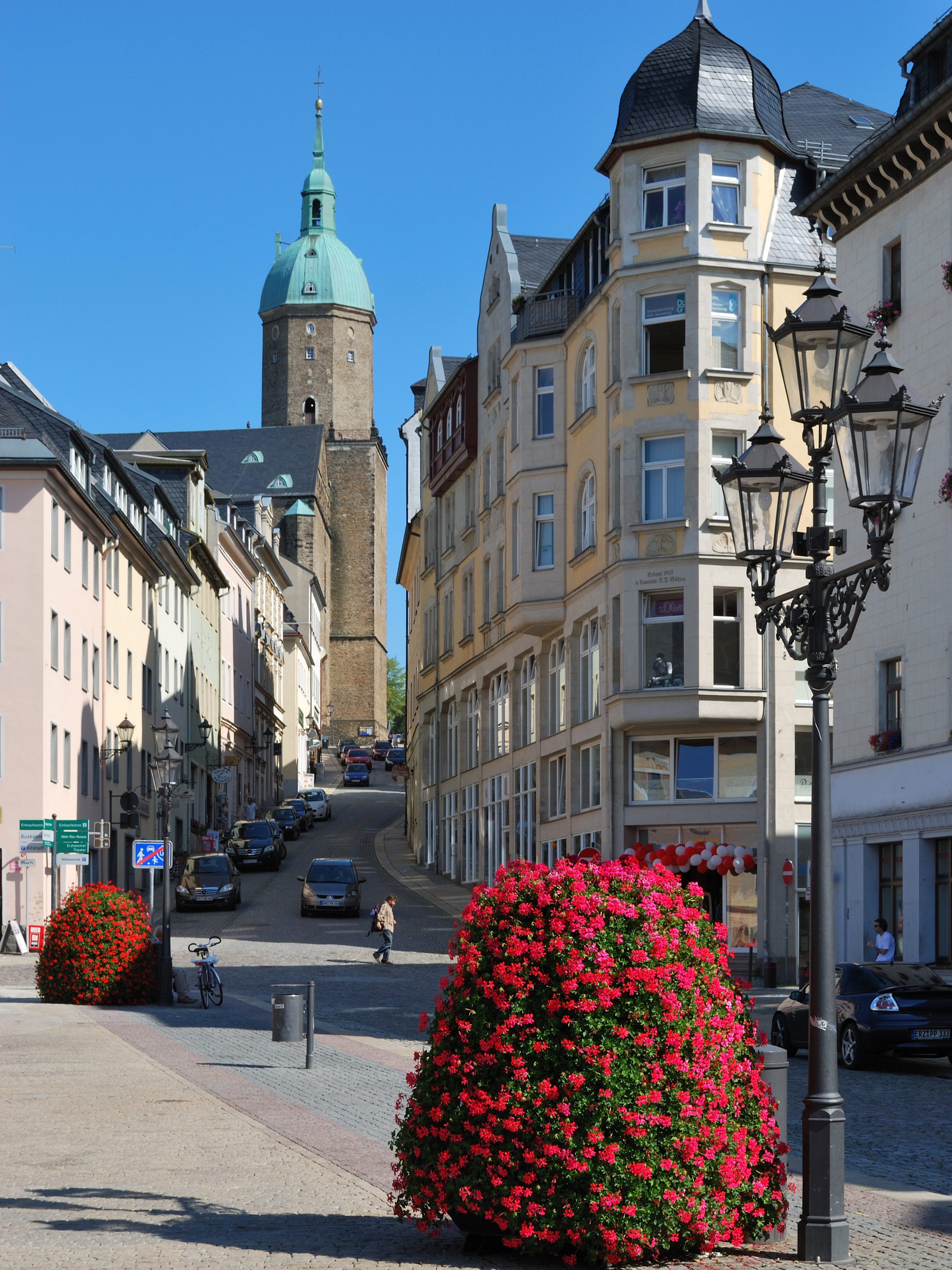
St. Annenkerk, Annaberg
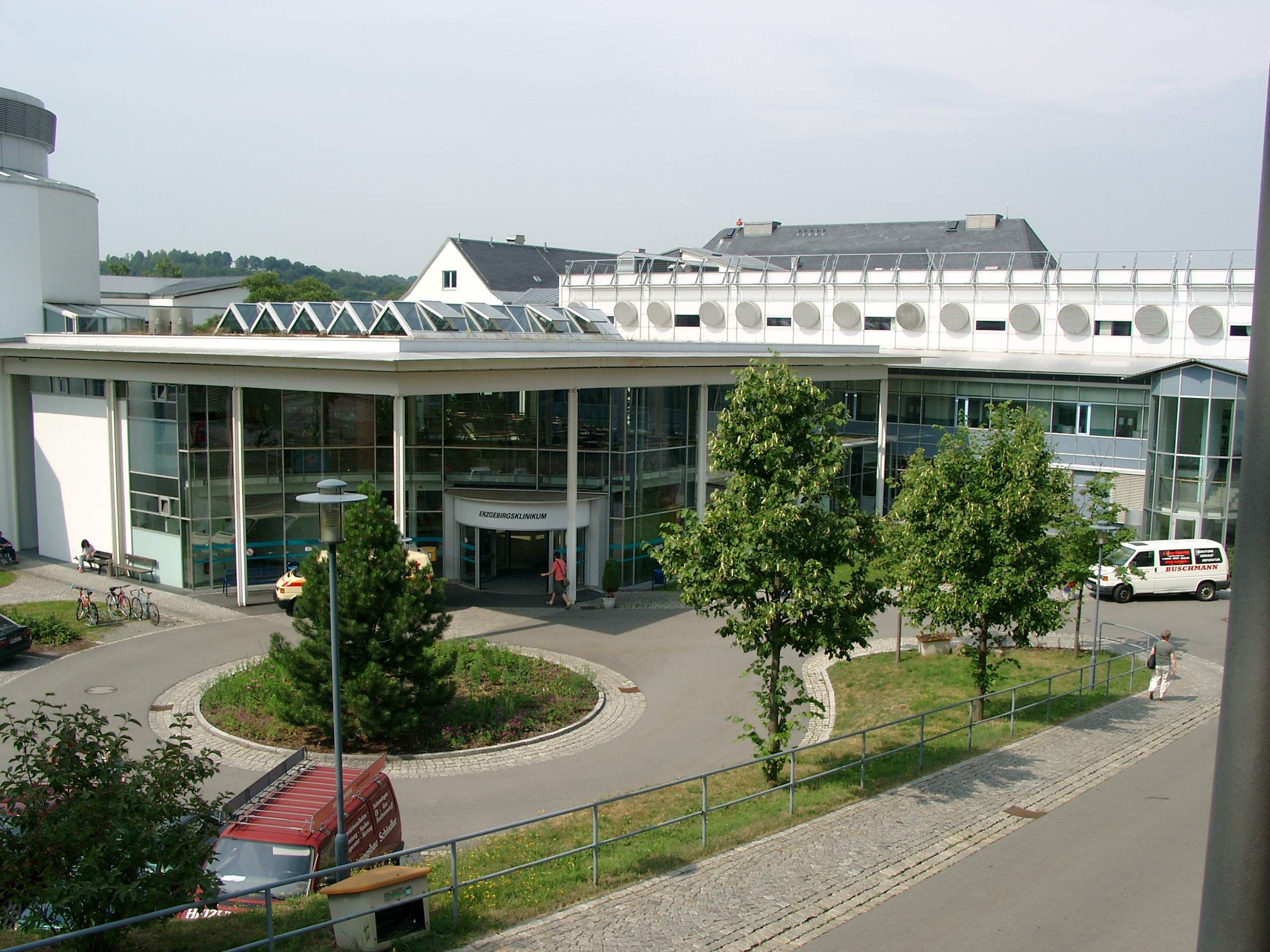
Annaberg
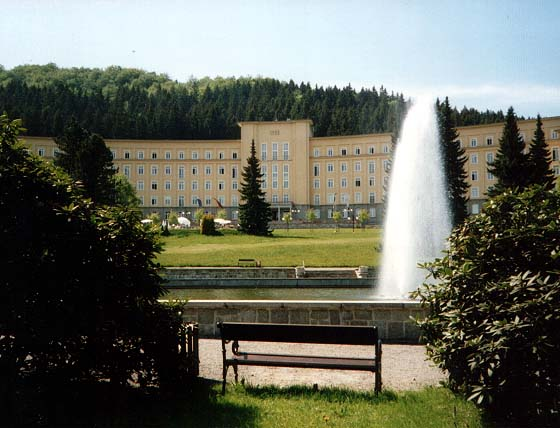
Erlabrunn
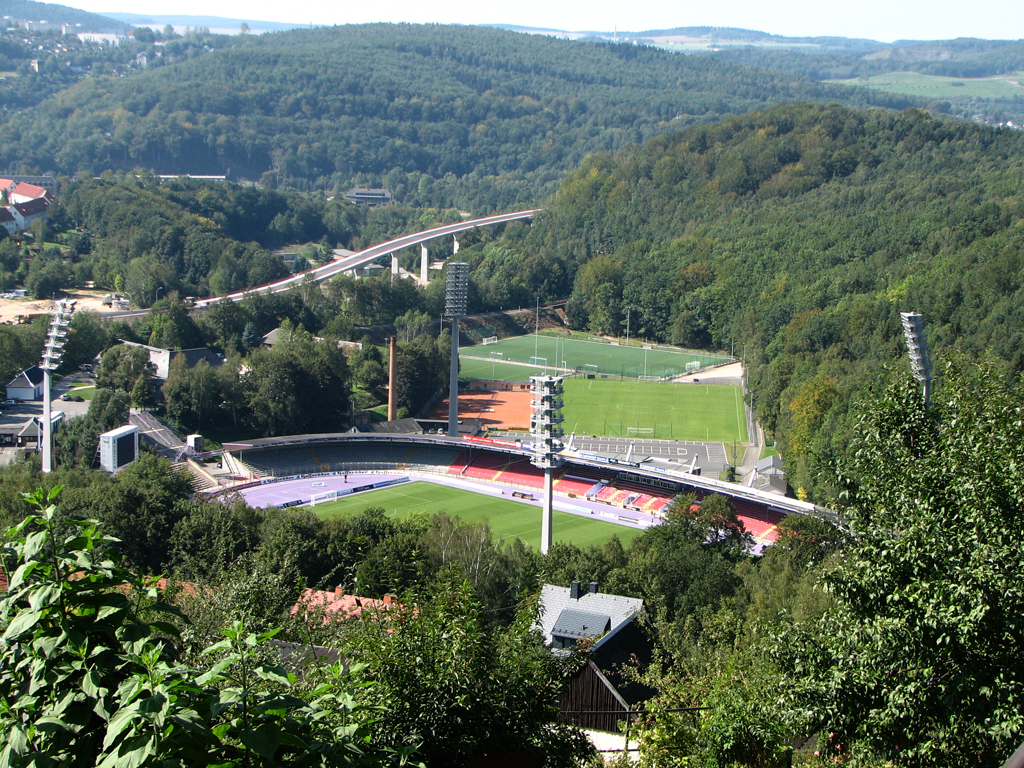
Erzgebirgsstadion, Aue
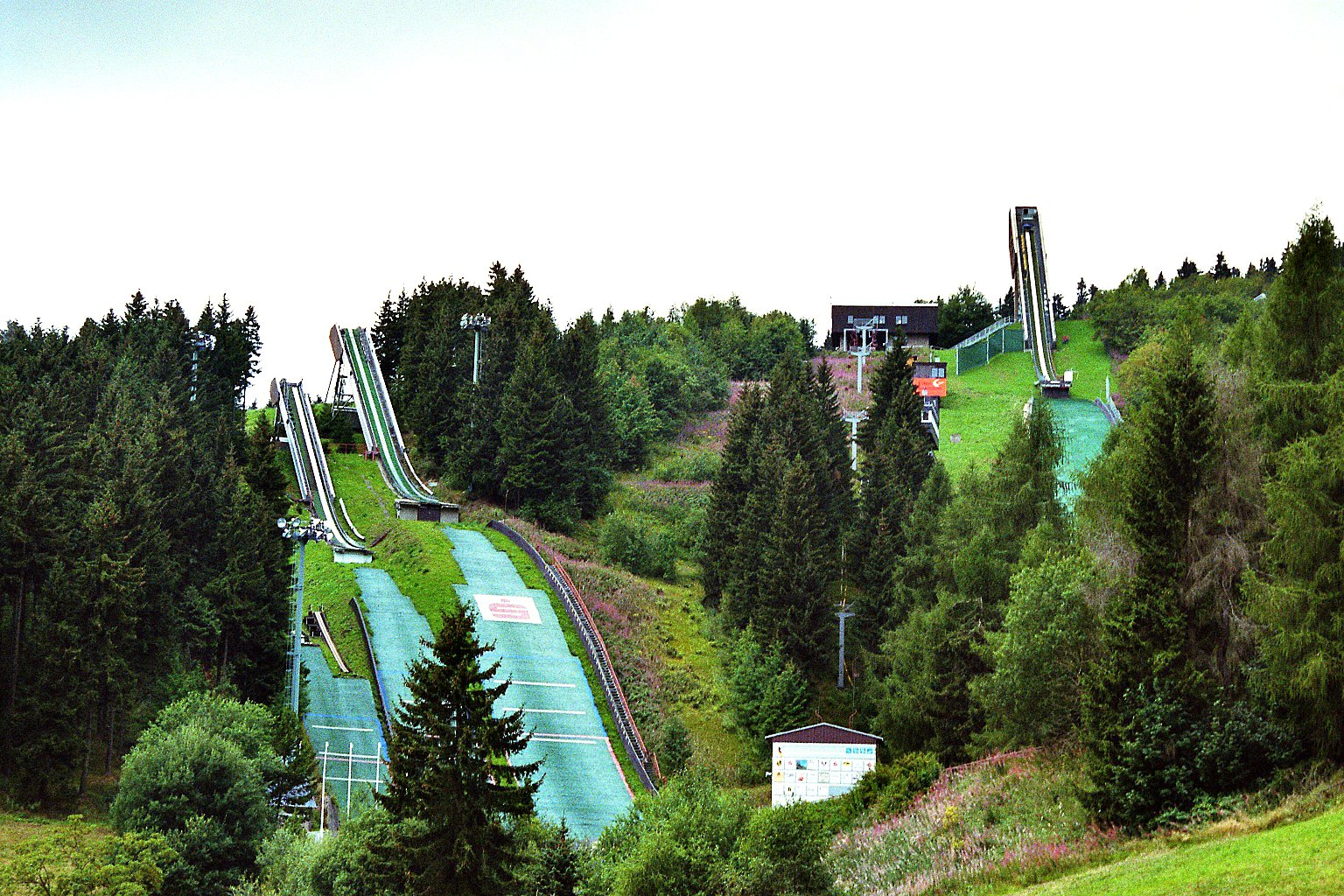
Fichtelberg-skischans, foto uit 2007
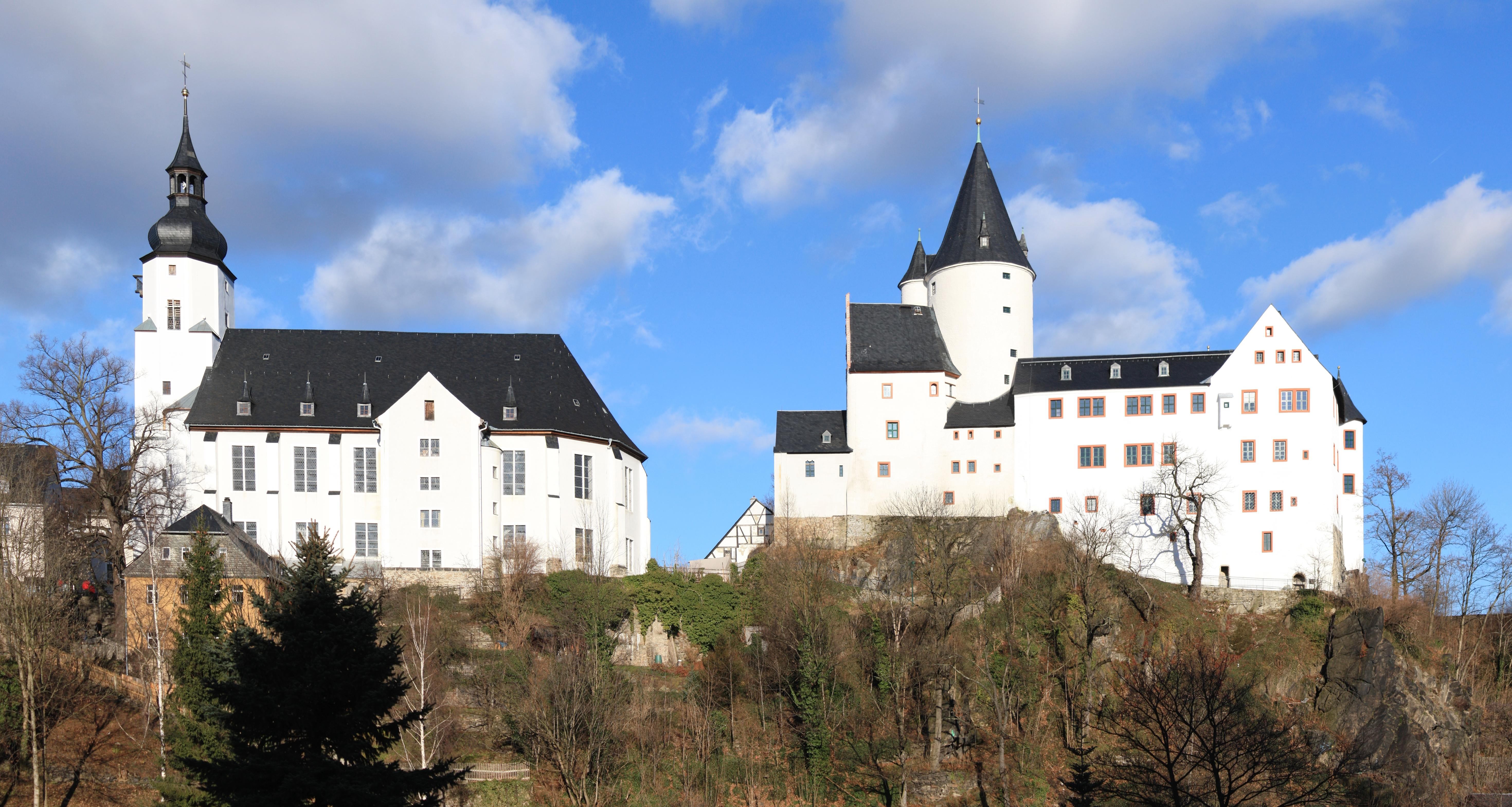
Kerk en kasteel Schwarzenberg
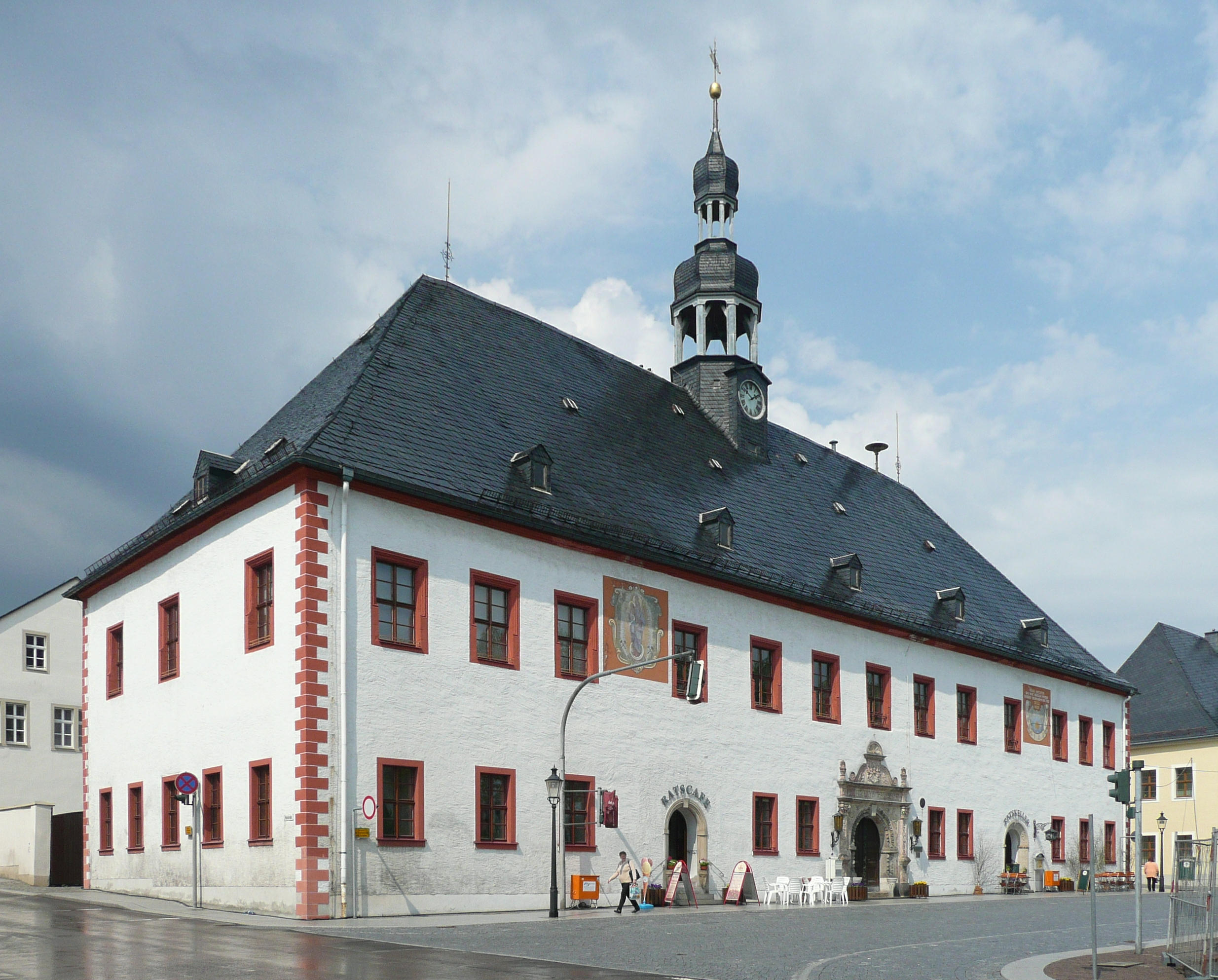
Stadhuis te Marienberg
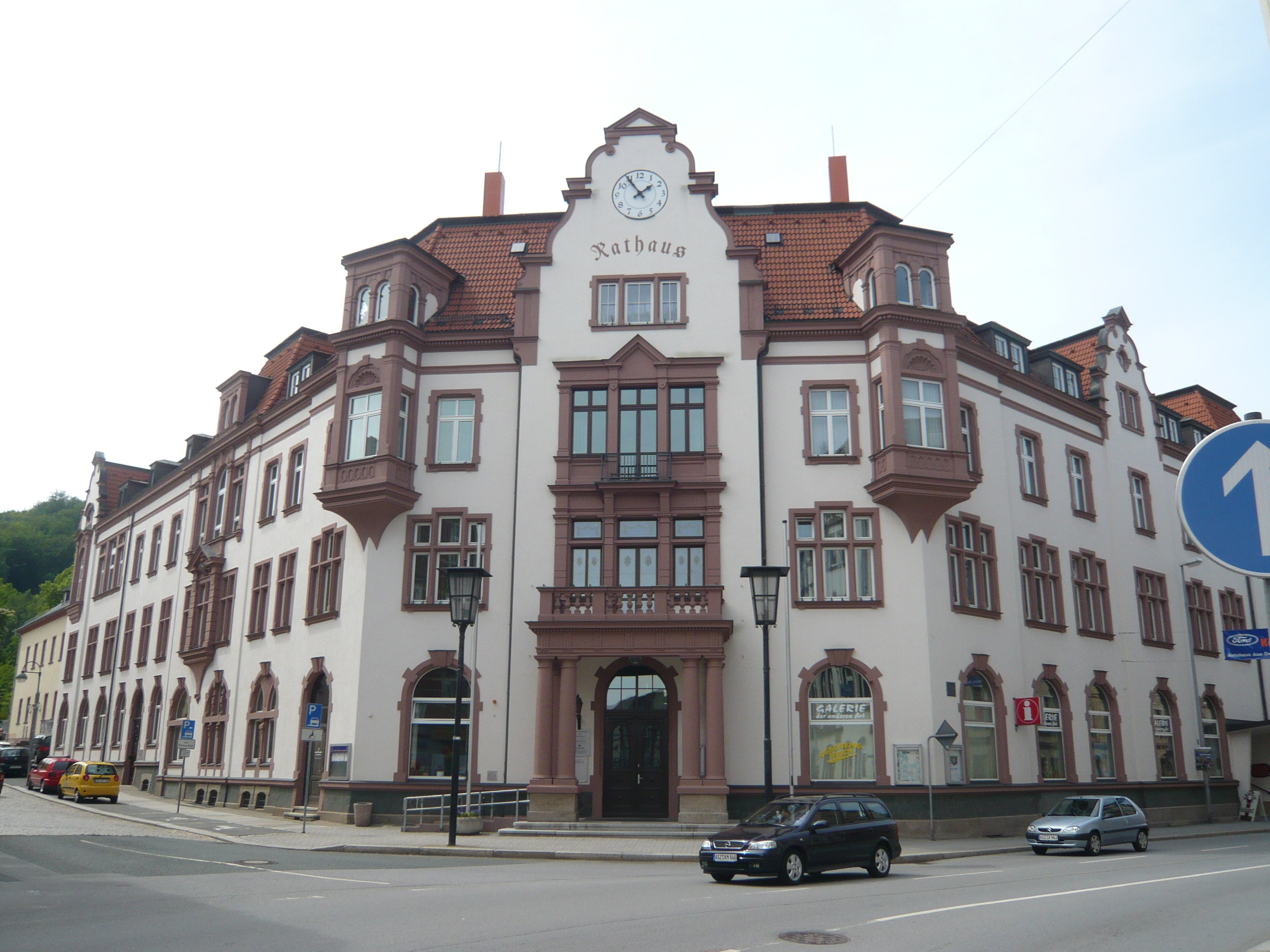
Stadhuis te Aue

Amtsberg · Annaberg-Buchholz · Aue-Bad Schlema · Auerbach · Bärenstein · Bockau · Börnichen/Erzgeb. · Breitenbrunn/Erzgeb. · Burkhardtsdorf · Crottendorf · Deutschneudorf · Drebach · Ehrenfriedersdorf · Eibenstock · Elterlein · Gelenau/Erzgeb. · Geyer · Gornau · Gornsdorf · Großolbersdorf · Großrückerswalde · Grünhain-Beierfeld · Grünhainichen · Heidersdorf · Hohndorf · Jahnsdorf/Erzgeb. · Johanngeorgenstadt · Jöhstadt · Königswalde · Lauter-Bernsbach · Lößnitz · Lugau · Marienberg · Mildenau · Neukirchen/Erzgeb. · Niederdorf · Niederwürschnitz · Oberwiesenthal · Oelsnitz/Erzgeb. · Olbernhau · Pfaffroda · Pockau-Lengefeld · Raschau-Markersbach · Scheibenberg · Schlettau · Schneeberg · Schönheide · Schwarzenberg · Sehmatal · Seiffen/Erzgeb. · Stollberg/Erzgeb. · Stützengrün · Tannenberg · Thalheim · Thermalbad Wiesenbad · Thum · Wolkenstein · Zschopau · Zschorlau · Zwönitz